# ارکستر سمفونیک ملی سوریه
 ارکستر سمفونیک ملی سوریه (عربی: الفرقة السیمفونیة الوطنیة السوریة) در سال ۱۹۹۳ توسط صلحی الوادی، که اولین رهبر آن نیز بود، تأسیس شد. در ۴ سپتامبر ۱۹۹۸ اولین کنسرت خود را در مرکز هنرهای نمایشی اورنج کانتی در ایالات متحده برگزار کرد. محل دائمی آن خانه اپرای دمشق است. در حال حاضر رهبر آن میساک باغبوداریان می‌باشد.